# Corsendonk (priorij)

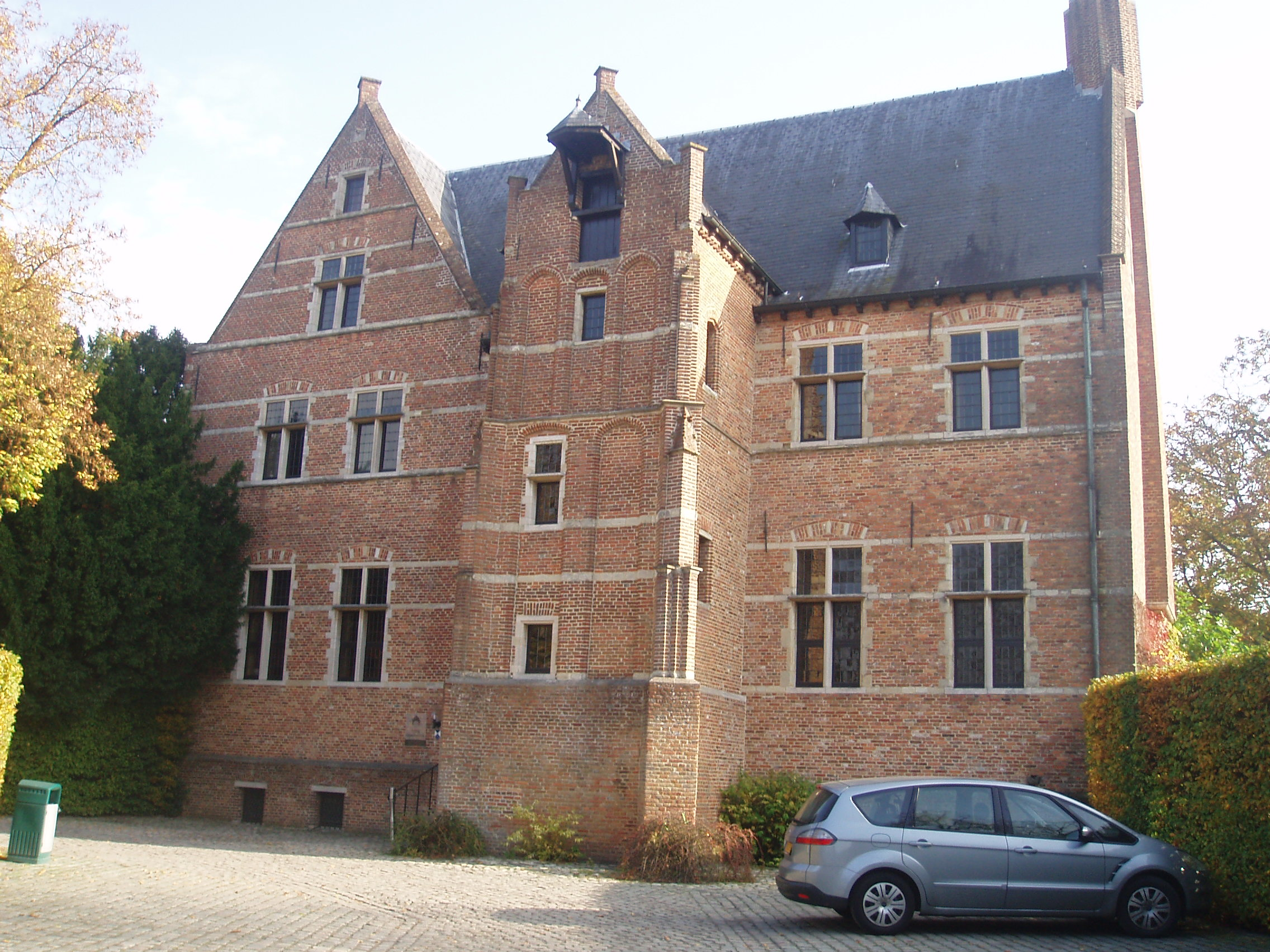
De priorij in 2012

Corsendonk (ook Korsendonk) is de naam van een voormalig augustijnenklooster in de Belgische gemeente Oud-Turnhout. Het was een priorij die afhing van het kapittel van Windesheim. De priorij van Corsendonk werd in 1395 gesticht door Maria van Gelre, ook bekend als Maria van Brabant (1325-1399), dochter van hertog Jan III van Brabant, hertogin-weduwe van Gelre en vrouwe van Turnhout. Ze werd gesloten door keizer Jozef II in 1785. De sluiting werd definitief tijdens het Franse revolutionaire bewind in 1795.
De gebouwen zijn sindsdien in privé-handen overgegaan. In de 19e eeuw werd de priorij als landgoed gebruikt door industriëlen uit Turnhout. De restauratie begon in 1968 door de nieuwe eigenaar Fernand Nédée. Hij wilde het complex op de juiste manier restaureren en zo Corsendonk opnieuw tot leven brengen. De gebouwen van de priorij zijn sinds 1971 beschermd. Sinds 1975 is er een conferentiecentrum in ondergebracht, later werd er een hotel aan toegevoegd.
Wat nu nog op Corsendonk kan worden aangetroffen is de oorspronkelijke noordvleugel van het klooster. Hoe de priorij eens geweest is, is op te maken uit het grindpad, dat precies de vorm weergeeft van het vroegere klooster. Op de begane grond bevindt zich de vroegere warmzaal (Kapittelzaal), de ruimte waar de kanunniken hun handschriften vervaardigden. Verder bevonden zich op de etages de eetzalen van de broeders. Ook de kelderruimte, met zijn prachtige gewelven, is vrijwel geheel intact gebleven. Verder staat op het terrein naast het Vrouwenhuis en het Lekenhuis nog het Gastenhuis, dat vroeger dienstdeed als verblijfplaats voor reizigers die bij het vallen van de avond nog geen verblijfplaats hadden gevonden.
Na de sluiting vond een aantal kunstwerken hun weg naar de nabijgelegen kerk van Sint-Bavo, waar ze nog altijd te bewonderen zijn, o.a. 'Het Laatste Avondmaal' van Jan Erasmus Quellinus (1696).